# حقل تحالرة البركاني
حقل تحالرة البركاني هو حقل بركاني في الجزائر. وتتكون من هضبة حمم من العصر الميوسيني وعدد من الفتحات الفردية لعصر البليوسين إلى الهولوسين، بما في ذلك مخاريط الجمرة.

## الجغرافيا والجيومورفولوجيا
تامنراست تقع من الشرق إلى الشمال الشرقي من الحقل. تشكل مخاريط الجمرة وقباب الحمم البركانية وتدفقات الحمم البركانية والمار الحقل الذي يغطي مساحة 1800 كيلومتر مربع (690 ميل مربع)  ممدود من الغرب إلى الشرق. يوجد حوالي 132 منفذًا منفردًا  في منطقة تبلغ مساحتها 30 × 80 كيلومترًا (19 ميل × 50 ميلًا).

## جيولوجيا
الحقل خو جزء من مقاطعة الحقول البركانية في الهقار ، والتي كانت نشطة منذ حقبة الدهر الوسيط. أظهر التصوير المقطعي الزلزالي وجود عباءة منخفضة السرعة تحت الحقول البركانية تحالرة وأتاكور ، مما يدل على وجود نشاط بركاني حديث.
يتكون الطابق السفلي أسفل الحقل من صخور من عصر ما قبل الكمبري ، ومعظمها من الصخور المتحولة والبلوتونات  والتي تشكل جزءًا من حزام متحرك على هامش غرب إفريقيا كراتون. أجزاء من الطابق السفلي مغطاة بصخور حقب الحياة القديمة.

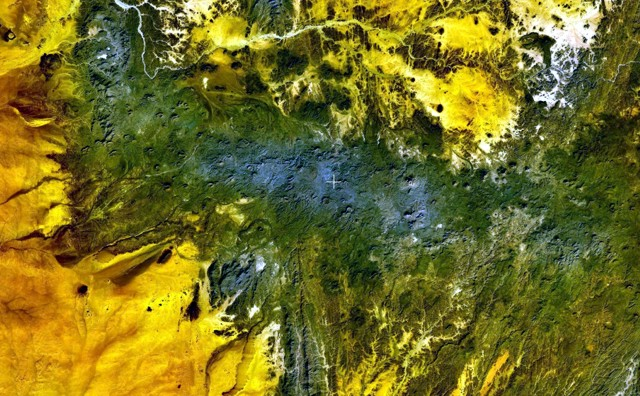
منظر الحقل من الفضاء

اندلع الحقل البازلت ، البازانيت ، الريوليت والقصبة الهوائية.  وهي تحتوي على أمفيبول وكلينوبيروكسين ومغنتيت وفينوكريستس الزبرجد الزيتوني. تشير الأنماط في تكوين العناصر النزرة والنسب النظيرية إلى أن الصهارة إما تطورت من مادة البداية المتغيرة أو من الوشاح المتحول.

## النشاط البركاني
بدأ النشاط البركاني في العصر الميوسيني وأدى إلى تطوير هضبة من الحمم البركانية يصل سمكها إلى 100 متر (330 قدمًا). استمرت الانفجارات في البليوسين والبليستوسين ، شكلت العديد من الفتحات الفردية.  يعود تاريخ المار والمخاريط الموجودة في الجزء الشمالي من الحقل إلى عصر البليستوسين والهولوسين (من العصر الحجري القديم إلى العصر الحجري الحديث ). 